# Consonante apicale

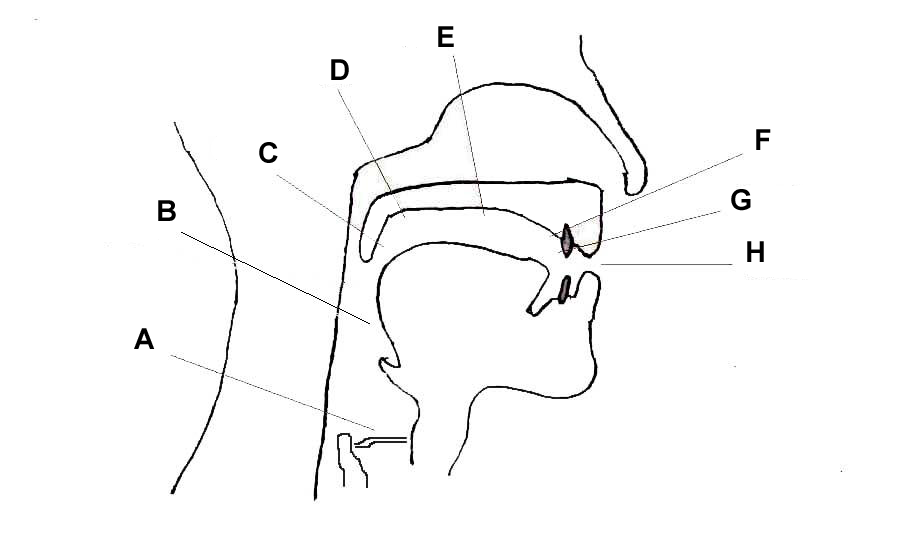
L'apparato fonatorio secondo i luoghi di articolazione: A = glottide; B = faringe; C = ugola; D = palato molle (o velo palatino); E = palato duro; F = alveoli; G = denti; H = labbra.

In fonetica articolatoria, una consonante apicale è un fono (suono del discorso) prodotto ostruendo il passaggio dell'aria con l'apice della lingua (cioè la punta della lingua). Questo suono è l'opposto delle consonanti laminari, che sono prodotte creando un'ostruzione con la lama della lingua (che si trova appena dietro all'apice). Entrambi sono parte delle coronali, articolate con la parte anteriore della lingua.
Non si tratta di una distinzione molto comune, e tipicamente si applica solamente alle fricative e alle affricate. Pertanto molte varietà della lingua inglese hanno coppie apicali o laminali di [t]/[d]. Tuttavia, alcune varietà di arabo, compreso l'arabo hadhrami, realizzano [t] come laminale ma [d] come apicale.
La lingua basca utilizza questa distinzione per le fricative alveolari, come la lingua serbo-croata. Il cinese la usa per le fricative postalveolari (la serie "alveolo-palatale" e "retroflessa"). Lo st'at'imcets la utilizza come seconda caratteristica nell'opposizione tra affricate velarizzate e non velarizzate. Una distinzione tra apicali e laminari è comune nelle lingue australiane aborigene per le nasali, le occlusive e di solito anche per le approssimanti laterali.